# 4 by the Beatles
4 by the Beatles is een ep van de Britse band The Beatles. Het is de laatste van drie ep's van de band die in de Verenigde Staten is uitgebracht, en de tweede die werd uitgebracht door Capitol Records. De ep kwam uit op 1 februari 1965 en bestaat uit vier nummers die eerder al op het album Beatles '65 verschenen.
Hoewel Four by The Beatles, de eerste ep van The Beatles die door Capitol werd uitgebracht, niet het succes bracht waar de platenmaatschappij op hoopte, kwam het wel in de hitlijsten terecht. Hierdoor kreeg Capitol het idee om een nieuwe serie ep's uit te brengen genaamd "4-By", die dienst deed een "supersingle". Het idee was om vier nummers op de ep te zetten die "de singles en albums van de artiest complementeren en die niet de strijd aan gaan met de huidige hitsingle van de artiest". De naam van de serie is een verwijzing naar Four by The Beatles.
4 by The Beatles kwam niet als single in de hitlijsten terecht, maar als ep. In de Billboard Hot 100 kwam het tot plaats 68. Op 31 december 1965 wiste Capitol de ep uit hun catalogus gewist.

## Tracks
| Nr. | Titel                          | Duur |
| --- | ------------------------------ | ---- |
| 1.  | Honey Don't (Carl Perkins)     | 2:56 |
| 2.  | I'm a Loser (Lennon-McCartney) | 2:30 |

| Nr. | Titel                                      | Duur |
| --- | ------------------------------------------ | ---- |
| 1.  | Mr. Moonlight (Roy Lee Johnson)            | 2:39 |
| 2.  | Everybody's Trying to Be My Baby (Perkins) | 2:25 |